# Polyalthia palawanensis
Polyalthia palawanensis är en kirimojaväxtart som beskrevs av Elmer Drew Merrill. Polyalthia palawanensis ingår i släktet Polyalthia och familjen kirimojaväxter. IUCN kategoriserar arten globalt som sårbar. Inga underarter finns listade i Catalogue of Life.